# الیزابت دی رازو
الیزابت دی رازو (انگلیسی: Elizabeth De Razzo؛ زادهٔ ۲۷ دسامبر ۱۹۸۰) بازیگر اهل ایالات متحده آمریکا است. وی از سال ۲۰۰۵ میلادی تاکنون مشغول فعالیت بوده‌است.
از فیلم‌ها یا برنامه‌های تلویزیونی که وی در آن نقش داشته‌است می‌توان به ۳۳ و پسری به نام سیلبوت اشاره کرد.